# Ias 40
Lo Ias 40 (International Accounting Standards 40) disciplina la contabilizzazione degli investimenti immobiliari.
Possiamo definire investimenti immobiliari come "le proprietà immobiliari possedute al fine di percepire canoni di locazione e/o per l'apprezzamento del capitale investito".
In modo opposto a quanto indicato nello Ias 16, non potranno esser considerati investimenti immobiliari i beni detenuti per la fornitura di beni o servizi, per la produzione, per scopi amministrativi, per la vendita o a utilizzo durevole.
A tal proposito, e per un miglior confronto con lo Ias 16, potrebbe esser opportuno analizzare il caso in cui una società dovesse possedere una palazzina i cui primi piani sono destinati alla locazione mentre l'ultimo è occupato dagli uffici della direzione; in tal caso per contabilizzare correttamente l'immobile in esame, dovrò scorporare il valore dei piani in locazione, che contabilizzerò secondo gli Ias 40, e del piano destinato a scopi amministrativi, a cui invece applicherò lo Ias 16, dal valore complessivo della palazzina.

## Contabilizzazione
Iscrizione iniziale di un investimento immobiliare avviene al costo storico maggiorato degli oneri accessori. Tuttavia le eventuali spese successive sono sottoposte alla disciplina dello Ias 16.
La valutazione successiva può avvenire al costo storico ammortizzato o al fair value (preferito dagli International Accounting Standards).
Per quanto riguarda il metodo del costo storico ammortizzato si applica la stessa disciplina utilizzata dallo Ias 16 con il Cost Model a cui faccio esplicito riferimento.
Il metodo del fair value per la valutazione successiva, si applica in maniera analoga a quanto previsto dal Revaluation Model dello Ias 16 discostandosi da questo per il fatto di non essere soggetto ad ammortamento ed inoltre, al momento della stima del cespite di possesso dell'entità, se viene riscontrato un valore differente sul mercato, non bisognerà procedere a una nuova determinazione dell'ammontare delle quote d'ammortamento ma tale variazione deve essere imputata a C.E. come costo o ricavo d'esercizio di natura straordinaria.